# Glossosoma bukitanum
Glossosoma bukitanum är en nattsländeart som beskrevs av Malicky 1978. Glossosoma bukitanum ingår i släktet Glossosoma och familjen stenhusnattsländor. Inga underarter finns listade i Catalogue of Life.